# Rock simfònic
El rock simfònic és un subgènere del rock, que va néixer a mitjan dècada de 1960. Deu el seu nom a un cert afany d'emular les sonoritats orquestrals de la música clàssica, sobretot de la música romàntica i postromàntica.
Els seus orígens es troben tant en el rock progressiu i el rock psicodèlic com en la música clàssica. Del primer hereta, sobretot, el concepte de composicions llargues, amb unes estructures que van més enllà de la forma amb estrofes i tornada que caracteritza el rock de moments anteriors. D'ell i del rock psicodèlic la recerca de noves sonoritats que l'apropin al model orquestral però per la via de l'ús dels recursos de la música electrònica.
Les formacions més representatives d'aquest moviment foren: Emerson, Lake and Palmer, Yes, Pink Floyd, King Crimson i Genesis. En alguns casos aquests grups es van inspirar directament en la música de compositors clàssics, com és el cas de Procol Harum en respecte a la música de Johann Sebastian Bach a la introducció de A whiter shade of pale, o el d'Emerson, Lake and Palmer en els seus Quadres d'una exposició, en referència a l'obra homònima de Modest Mússorgski. Altres grups més contemporanis: Marillion, RPWL, IQ, Sylvan, Airbag, Amarok, Gazpacho, Mostly Autumm, Beardfish, Porcupine Tree, Arena . Com a solos i ex-membres de grups: Roger Waters i David Gilmour (Pink Floyd), Steve Hackett (Genesis), Fish i Steve Rothery (Marillion) . Altres solos: Steve Wilson, Yogi Lang